# خس
الخس، السلاطة او الخَسّ البستاني أو الخس المزروع (الاسم العلمي: Lactuca sativa) نوع من النبات يتبع جنس الخس من الفصيلة النجمية أو المرُكَّبة عريضة الأوراق. والخس من الخضراوات التي تؤكل أوراقها طازجة نيّئة أو في السلطات وهي غنية بالمواد الغذائية وبخاصة الفيتامينات والأملاح والزيوت والبروتين.
كان المصريون القدماء أوَّل من زرع الخس بقصد تناوله ووثَّقوا زراعتهم لهُ في نقوشٍ وآثار فرعونية كثيرة، فحوَّلوه من حشيشة تُستخدم بذورها لتسميد التُربة إلى نبتةٍ تؤكل أوراقها. انتشر الخس إلى بلاد الإغريق ومن ثمَّ الرومان عبر التجارة مع مصر، وكان الرومان هم من أطلق عليه تسمية Lactuca التي اشتُقَّت منها عدَّة أسماء أوروبيَّة مثل الإنجليزية والفرنسية. بحلول عام 50م كان الخس قد انتشر في في جميع أنحاء الشرق الأدنى وأوروبا، وظهرت منه أشكال عِدَّة وصفها الكُتَّاب في كتاباتهم من العصور الوسطى، ومنها عدَّة نباتات طبيَّة. شهدت الفترة الممتدة من القرن السادس عشر حتى القرن الثامن عشر ظهور عدَّة ضروب من الخس في أوروبا، وفي أواسط القرن الثامن عشر ظهرت الضروب الشائعة من الخس في الزمن الحاضر، وسيطرت أوروبا والولايات المتحدة على تجارة الخس العالميَّة في العقد الأول من القرن العشرين حين أمسى الخس سلعةً مطلوبةً في سائر أنحاء العالم.
يُعتبر الخسّ نباتاً قويَّ الاحتمال ويزرعُ موسميًّا في العادة، على الرغم من أنَّه يحتاجُ درجات حرارة مُنخفضة نسبيًّا كي لا يُزْهِرَ مُبكرًا. ويُمكن للخس المزروع أن يحتملَ نقص المغذيات وتطفّل الحشرات والثدييات وعدَّة أمراض فطرية وبكتيرية. يتهجَّن الخس المزروع بسهولة مع أنواع أخرى تنتمي إلى نفس الفصيلة، ومع أنواع أخرى من جنس الخس، وهو أمرٌ يبغضهُ بعض المزارعين الراغبين بالحفاظ على نقاوة البذور، على أن علماء الأحياء يلجؤون إليه لتوسيع تجميعة المورثات لضروب الخس. بلغ الإنتاج العالمي من الخس في سنة 2017 حوالي 27,000,000 طن متري، وكانت الصين وحدها تُنتج أكثر من نصف هذه الكميَّة.
يُستخدم الخس غالبًا في إنتاج السلطات، كما يدخلُ في أنواعٍ أخرى من الأطعمة من شاكلة الحساء والشطائر واللفائف. يُزرع أحد ضروب الخس بغرض الحصول على سوقه، التي تؤكل نيئة أو مطبوخة. والخس مصدرٌ جيِّد لفيتامين ألف والبوتاسيوم، كما أنه مصدر أقل شأنًا لبضعة أنواع أخرى من المُغذيات والفيتامينات. وعلى الرغم من منافع الخس الكثيرة فربَّما يمسي مصدرًا للبكتيريا والفيروسات والطفيليات بحال تلوَّث بأي من الملوثات، ومن الأمراض التي يُصاب بها البشر جرَّاء تناولهم خسًّا ملوثًا: الإشريكية القولونيَّة والسلمونيلا. كانت للخس المزروع أهميَّةً دينيَّة وطبيَّة تاريخياً (إلى جانب أهميته الغذائيَّة) خلال قرون زراعته الطويلة.

## التصنيف والتسمية

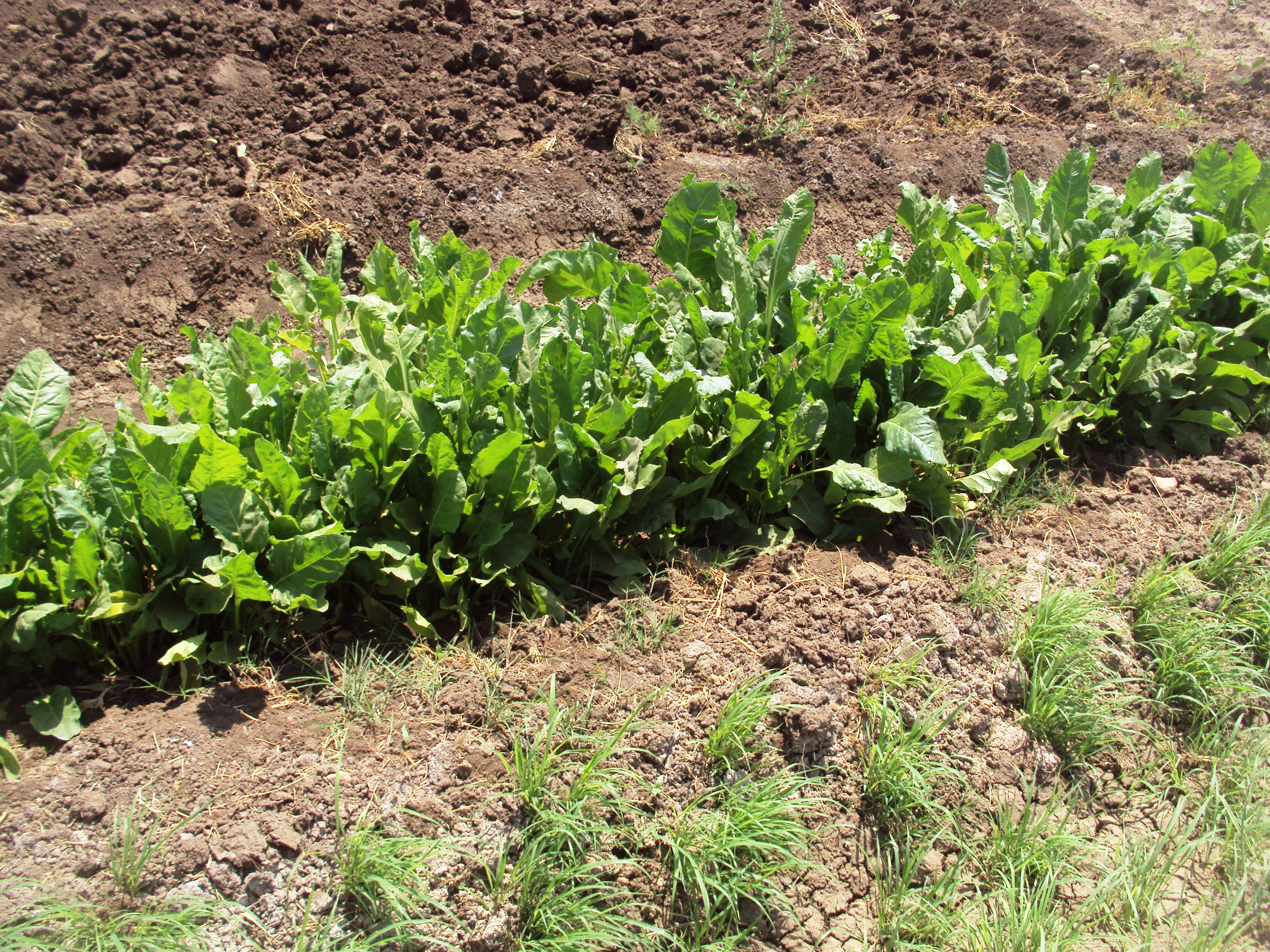
حقول زراعة نبات الخس بمصر.

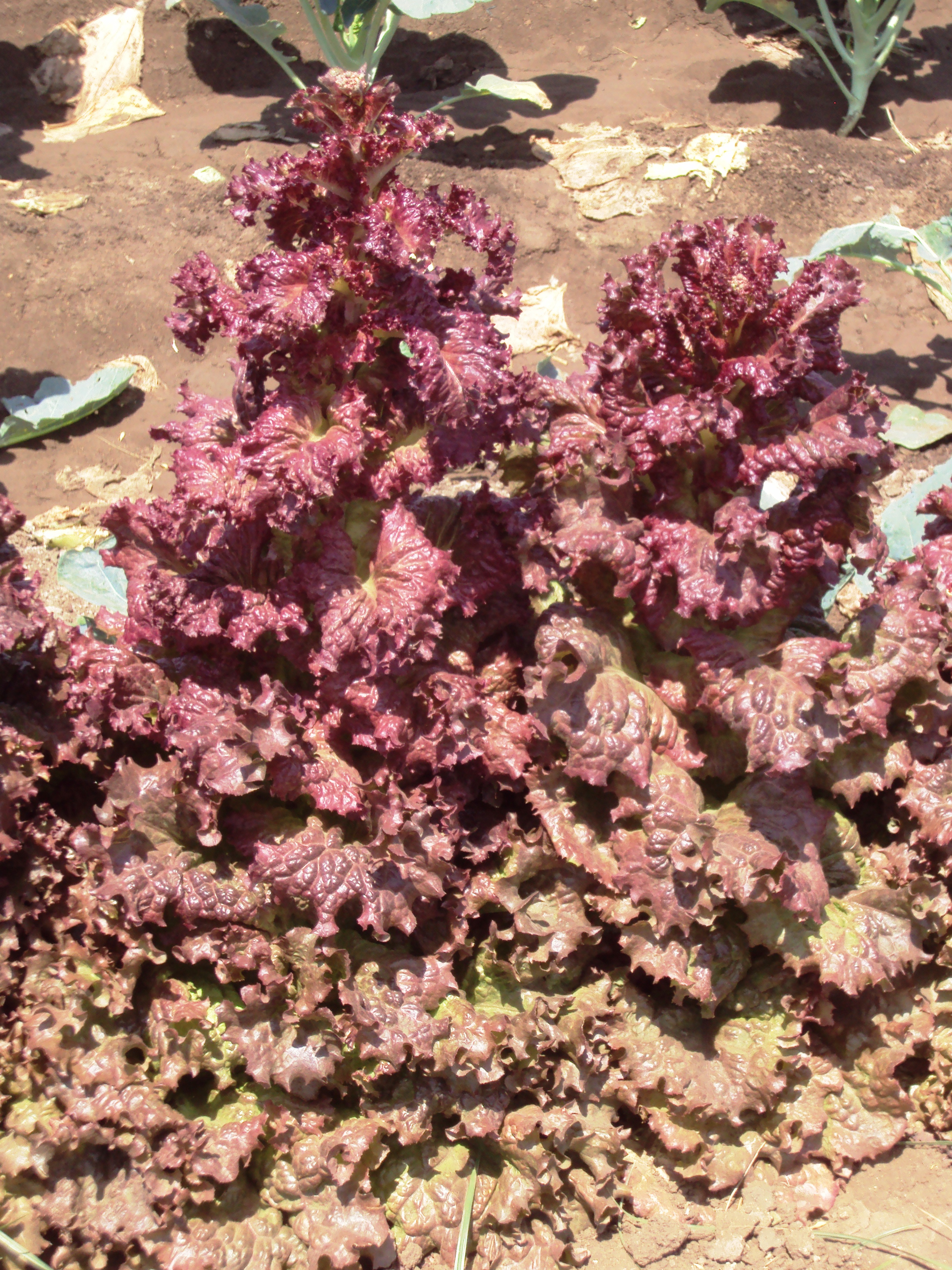
نبات خس الكابوتشي في إحدى الحقول في محافظة الجيزة وهي في مرحلة النمو.

الخس المزروع هو نوع من النباتات يتبع جنس الخس، الذي يتبع بدوره فصيلة النجمية. وُصِفَ الخس المزروع أول مرة في سنة 1753 على يد الأحيائي كارلوس لينيوس في المجلّد الثاني من كتابه أنواع النباتات، ومن مرادفات هذا النوع الخس الشائك، وهو النوع البري من الخس. تتبع نوع الخس المرزوع عدَّة مجموعات وضروبٍ تصنيفية من النباتات الأخرى القريبة منه، تشكّل معاً مجموعة زراعية كبيرة. يرتبط نوع الخس بعدَّة أنواعٍ من جنس الخس من منطقة جنوب غرب آسيا، أقربُها صلةً به الخس الشائك، وهو حشيشة شائعة في المناطق المعتدلة وشبه المدارية بأغلب أنحاء العالم.
جاء في تسمية الخَسِّ بالعربية في كتاب لسان العرب لابن منظور:
كما ورد في معجم الغني:
وذكر قاموس المعاني:
أطلق الرومان القدماء على الخس اسم لاكتوكا (باللاتينية: lactuca)، وهو اسم مشتقٌّ من كلمة «لاك» التي تعني الحليب باللغة اللاتينية، في إشارةٍ ضمنيّةٍ إلى المادة البيضاء الموجودة في ساق النبتة، والتي تُعرَف في الوقت الحاضر باسم لاتيكس، وأمست هذه الكلمة الاسم العلمي لجنس الخس حالياً، وأما اسم النّوع فهو ساتيفا (باللاتينية: sativa) أي «المرزوع» أو «المحصود»، وتشكّل الكلمتان معاً اسم الخس المزروع العلمي (باللاتينية: Lactuca sativa). وقد انتقل الاسم الروماني مع بعض التحريف إلى الفرنسية القديمة والإنكليزية الوسطى، وانتهى منهما إلى اللغة الإنكليزية الحديثة. وأما اسم أحد أنواعه وهو الخس الروماني فقد جاء من زرع النوع في حدائق البابا الرومانية، كما يوجد نوع آخر باسم كوس اشتقّ اسمه من اسم جزيرة كوس الإغريقية، التي كانت مركز زراعة الخس في الإمبراطورية البيزنطية.

## الوصف

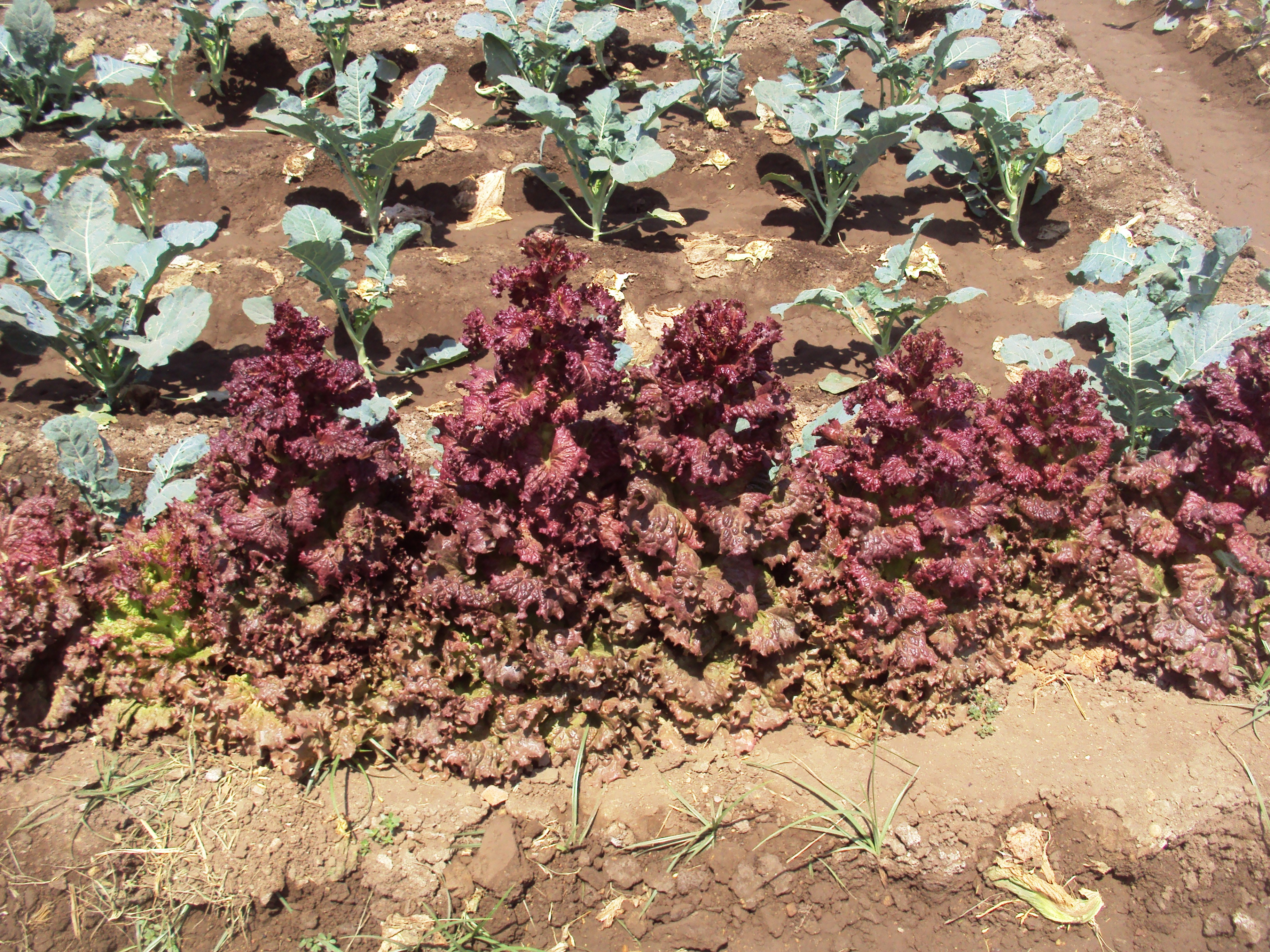
نبات خس الكابوتشى في إحدى الحقول في الجيزة وهي في مرحلة النمو (أكثر من واحدة)، متادخلًا مع نبات الكرنب.

يمتد انتشار الخس الجغرافي تاريخياً من حوض البحر الأبيض المتوسط غرباً وحتى سيبيريا شرقاً، على أنّه يزرعُ في الزمن الحاضر في أغلب أنحاء العالم. عادةً ما يتراوح ارتفاع نبتة الخس من 15 إلى 30 سنتيمتراً ولها أوراقٌ ملوَّنة باللونين الأخضر والأحمر -غالباً- ومُرقَّطة في بعض الأحيان، ولبعض أنواعه النادرة أوراقٌ لونها أصفر أو ذهبي أو سماوي. يختلف شكل أوراق الخس كثيراً من نوع إلى آخر، فمنها ما هو مُدوَّر كبير في نوع آيسبرغ (وهو الخس المُكوَّر)، كما أن منها المُسنَّنة والمحارية والمُهدَّبة والمُجعَّدة. وللخس جذرٌ أساسيٌٍ كبيرٌ يتّصل بجذورٍ ثانوية أصغر، ولبعض أنواعه - خصوصاً في الولايات المتحدة وغرب أوروبا - جذور رئيسية طويلة ونحيلة وبعض الجذور الثانوية، وأما الأنواع الآسيوية فجذرها الأساسي أطول بينما جذورها الثانوية أكثر عدداً.
تعَمِّرُ شتلة الخس (حسب نوعها ووقت زراعتها من السنة) نحو 65 إلى 130 يوماً منذ الزّراعة إلى الحصاد. ويُصبِح الخس الذي يُزهِر مرًّا وغير مناسبٍ للبيع، فنادراً ما يتركه المزارعون ينمو حتى مرحلة البلوغ، ويُزهِر الخس بسُرعة في المناخ الحارّ وببُطء في المناخ البارد، إلا أنّ الثاني قد يؤذي أوراقه. وتنمو لنبات الخس في المرحلة التي يصلحُ فيها للأكل (بالنسبة للإنسان) سيقانُ أزهارٍ يصلُ طولها إلى 0.9 متر، وتتفتّح فوقها أزهار صغيرةٌ صفراء اللون. تتألّف نورة نبات الخس - المعروفة برؤوس الأزهار - من زهيراتٍ عدَّة، لكلٍّ منها كأس مُعدَّل فيه سداة، وهو يشكّل أنبوباً يُطوِّق المتاع والميسم، وعندما تُصَبّ على النبات حبوب اللقاح يطول المتاع ليسمح للميسم - المُغطّى باللقاح - بالخروج من الأنبوب. وُتشكِّل المبايض ثماراً مُجفَّفة ذات شكل ورقيٍّ دمعيٍّ مضغوطٍ لا تتفتح عند النضوج، ويبلغ طولها 3 إلى 4 ملليمترات، وللثمرة 5 إلى 7 أضلاع على كل جانب، ويحيط بها صفّان من الزغب الأبيض الصغير.
طرأت تغييرات عديدة على الخس عبر الزّمن بسبب عملية الاستيلاد الانتقائي في زراعته، مثل تأخير عمر الإزهار، وتضخيم البذور، وتضخيم الأوراق والرؤوس، وتحسين المذاق والقوام، وتقليل كمية اللاتيكس، وتنويع الأشكال والألوان. ولا زال العمل على تطوير هذا الاستيلاد مستمراً حتى الآن، كما لا زالت الأبحاث العلمية في الهندسة الوراثية للخس جارية، إذ جرت أكثر من 85 تجربة ميدانية بين سنوات 1992 و 2005 في الاتحاد الأوروبي والولايات المتحدة لاختبار أنواع مُعدَّلة ذات تحمُّلٍ أكبر لمبيدات الأعشاب والحشرات والفطور ومُعدَّل إزهار أقلّ، إلا أن الخس المعدل وراثياً لم يستهدم في الزراعة التجارية بَعْد.

## التاريخ

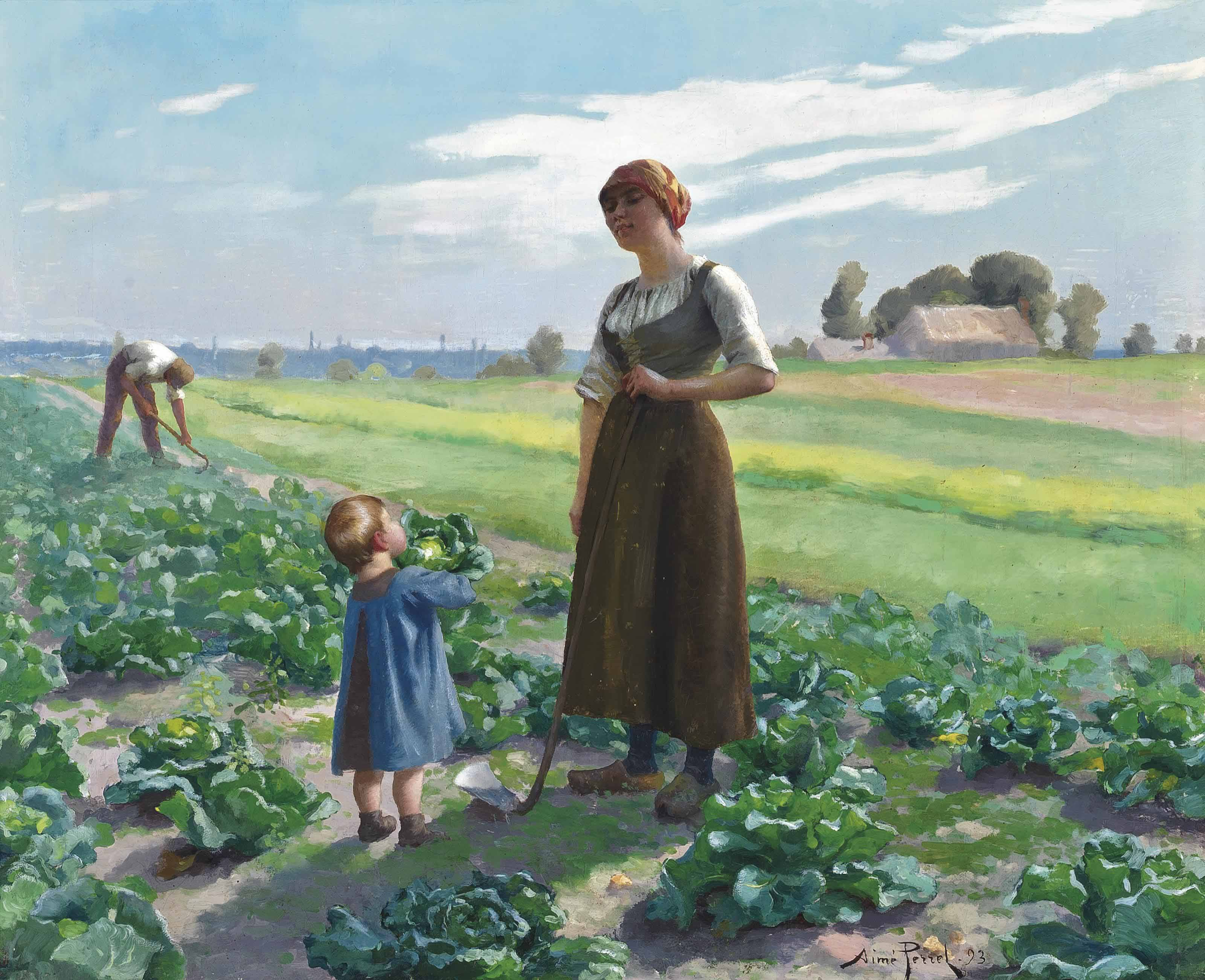
لوحة زيتية لزراعة الملفوف والخس من عام 1893.

زُرِعَ الخس أول مرة في مصر القديمة، بغرض استخراج الزيت من بذوره. وربَّما قام المصريُّون القدماء بزراعته انتقائياً لتحويله إلى نباتٍ ذي أوراقٍ صالحةٍ للأكل، إذ تعود دلائل زراعته الأولى إلى سنة 2,680 ق.م. وقد أصبح الخس عندهم نباتاً مقدساً لإله التكاثر مين، إذ كانوا يحملون أوراق الخس خلال احتفالاته، ويضعونها بجانب تماثيله، وأدَّت كثرة استعماله في الأعياد الدينية إلى نحت الكثير من الصور له على القبور ورسمه في الرسوم الجدرانية. يبدو أن طول النوع الذي كان يزرعه قدماء المصريّين من الخس كان نحو 76 سنتيمتراً، وهو يشبه نوعاً كبيراً من الخس الروماني الحديث. وقد كان المصريون هم من توصلوا إلى هذا الخس بالأصل، ثم أخذه عنهُمُ الإغريق، الذين نقلوه بدورهم إلى الرومان. ووصف المزارع الروماني كولوميلا في حوالي سنة 50 م عدة أنواعٍ من الخسّ، ربَّما كان بعضها أسلافاً للخس الحديث.

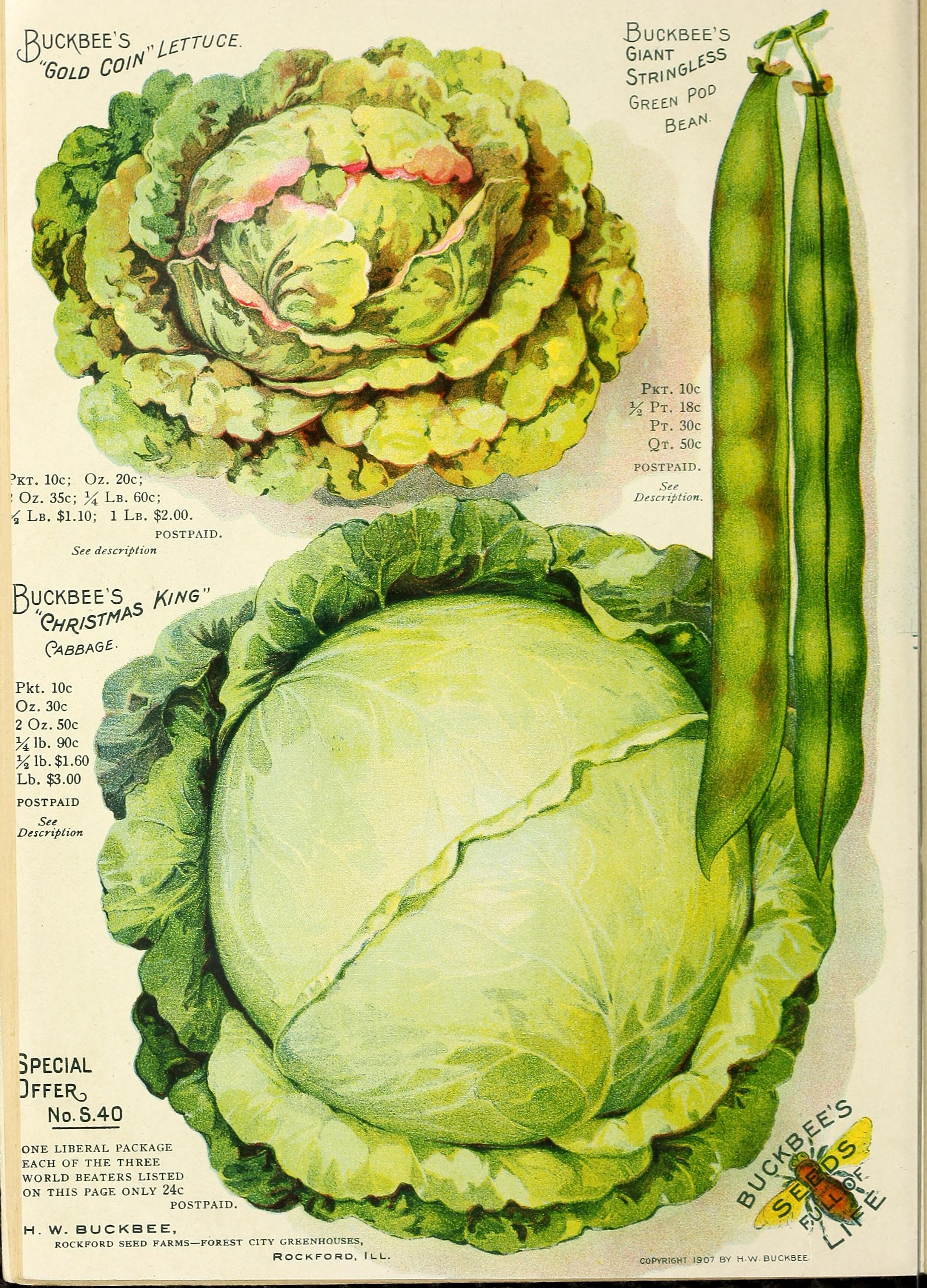
رسم توضيحي للخس (في الأعلى) والملفوف (في الأسفل) في كتاب علمي عن النباتات من سنة 1907.

ظهر الخس في الكثير من كتابات العصور الوسطى، خصوصاً بصفته عشباً طبياً. ذكرته الفيلسوفة الألمانيَّة هايديغارد البينجنية في كتاباتها عن الأعشاب الطبية بين سنتي 1098 و 1179 م، كما ذكره أيضاً الكثير من أطباء الأعشاب القدماء الآخرون، وقام الألماني جوشيم كاميراريوس في سنة 1508 بوصف الأنواع الثلاث الأساسية من الخس الحديث، وهي الخس الرأسي والخس فضفاض الورق والخس الروماني. كان الأوروبي كريستوفر كولمبوس أوَّل من جلَبَ الخس إلى الأمريكيَّتين، حيث كان ذلك في القرن الخامس عشر الميلاديّ، وبين نهاية القرن السادس عشر ومطلع الثامن عشر توصل الأوروبيون إلى أنواعٍ كثيرة من الخس، ونشرت في القرنين الثامن والتاسع عشر كتب عديدة تُعنَى بوصفها.
كان يباع الخس فيما مضى بأماكن قريبة من مواقع زراعته، بالنظر إلى قصر حياته بعد حصاده. غير أن مطلع القرن العشرين شهد تطوُّرَ وسائلٍ جديدةٍ لتعبئته وتخزينه وشحنه، مما زاد طول حياته وإمكانيَّة نقله لمسافات طويلة، ومن ثم انتشاره في الأسواق بأنحاء العالم. حدثت ثورة في إنتاج الخس خلال الخمسينات عقب تطور تقنية التبريد الفراغي، التي أتاحت تهيئته وتبريده باستمرار داخل الحقل، بدلاً من التقنية القديمة التي اعتمدت على تبريده بالجليد خارج الحقول وفي مخازن التعبئة.
من السَّهل جداً زراعة الخس، مما جعله مورداً هاماً للمبيعات للكثير من شركات البذور. ويُعقِّد هذا الأمر مهمة متابعة تاريخ تطوير أنواعه، إذ كثيراً ما كانت أمثال هذه الشركات - وخصوصاً في الولايات المتحدة الأمريكية - تغير اسم نوع الخس من سنة إلى أخرى لأسبابٍ عدّة، من أبرزها زيادة المبيعات بعرض «نوعٍ جديد» من الخس، أو لكي لا يعلم الزبائن أن ذلك النوع الذي تبيعه الشركة قد طوَّرته بالأصل شركة بذورٍ منافسة لها. تُظهِر وثائق أواخر القرن التاسع عشر ما بين 65 و 140 نوعاً مختلفاً من الخس فقط، من أصل 1,100 اسم كانت تُعرَض في الأسواق على أساس أنّها أنواعٌ مختلفة. كما أن هناك مشكلة أخرى، هي في تفاوت تسميات الأنواع من بلدٍ إلى آخر. مع أنّ معظم الخس الذي يُزرَع اليوم يُستَخدم للأكل، فإن قدراً صغيراً منه يُستَخدم لإنتاج السيجارات الخالية من التبغ، ولو أن الخس البري - على عكس المزروع - له أوراقٌ تشبه أوراق التبغ أكثر.

## الزراعة

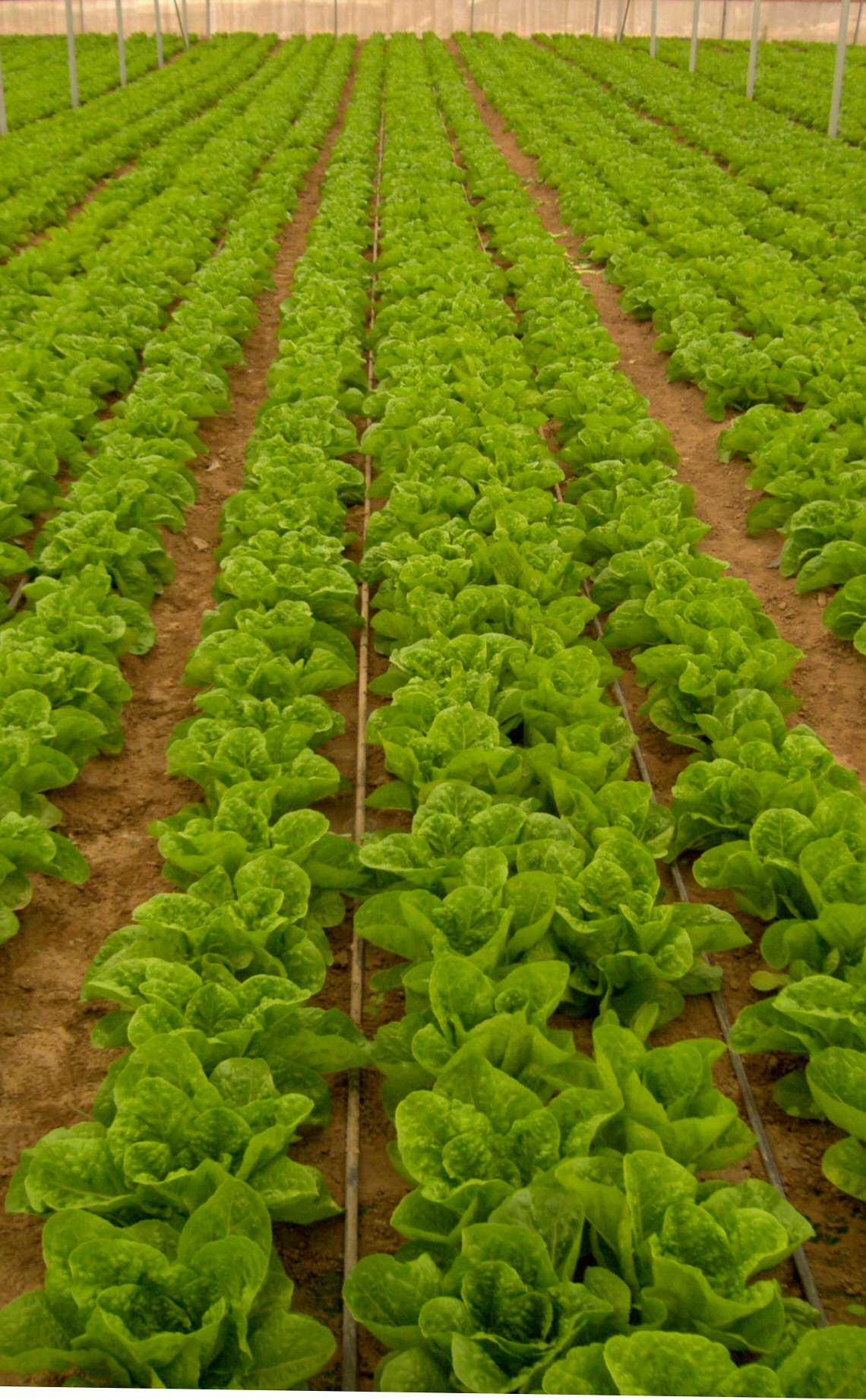
زراعة الخس

الخس نبتةٌ سنوية قوية التحمل، ولذا بإمكان الكثير من أنواعه أن تعيشَ فصل الشتاء إذا دُفِنَت تحت كومةٍ من القش، ومن الشائع أن تُزرعَ أنواعه المتوارثة بين المزارعين في بيت دافىء (وهو بيت له سقف زجاجي مُربَّع لحماية النباتات من ظروف الطقس، مثل المطر والثلج). يزرعُ الخس الروماني (ذو الأوراق الطويلة) بصفوفٍ عريضة في الهواء الطلق، أما الخس المُكوَّر فعادةً ما يُزْرَعُ في أحواضٍ أول الأمر، وينقلُ منها إلى التربة حين تطلعُ أوراقه الأولى فيزرعُ في صفوفٍ منتظمة تفصلُ فيها بين النبتة والأخرى مسافة بين 20 إلى 36 سنتيمتراً. فكُلَّما زادت المسافة بين النبتة وجارتها نالت كلتاهما نوراً أكثر من الشمس، ممَّا يُحسِّن لونها ويزيدُ المحتوى الغذائي في أوراقها، وتصطبغُ الأوراق الغنية بالمغذّيات بلونٍ نَضِرٍ وأما الأوراق الفاتحة والبيضاء (وتكون عادةً في قلب الخس المُكوَّر) فهي قليلة المغذّيات.

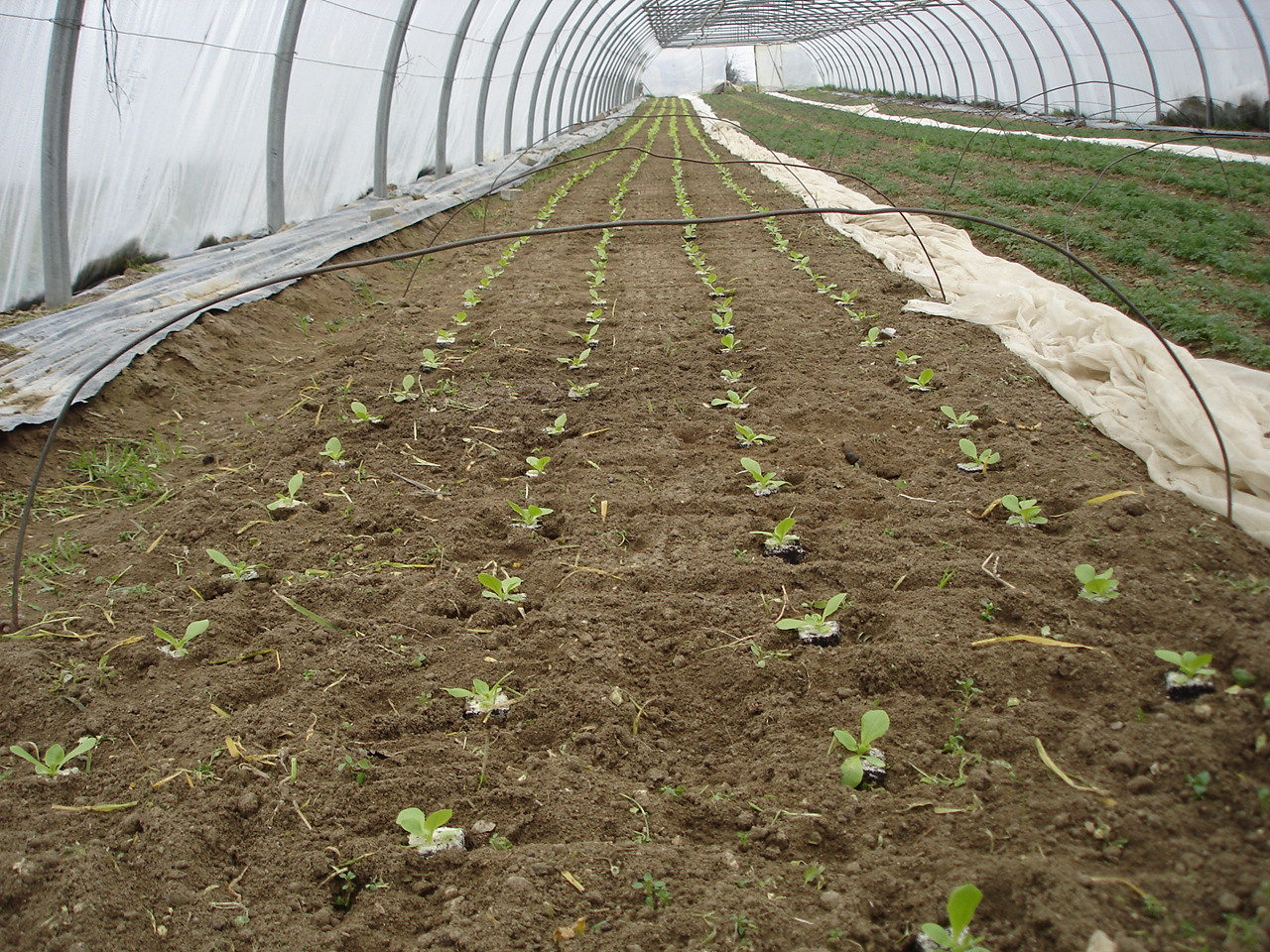
خصلات خس أعيد زرعُها في نفق مُغطَّى بعد طلوع أوراقها.

يزدهر الخس حين زراعته في نور الشمس الساطع بتربةٍ مفكّكة غنية بعنصر النيتروجين وذات درجة حموضة بين 6.0 إلى 6.8. ومن المُرجَّح أن يؤدّي احترار الخسّ إلى نموّ سيقان جديدةٍ له (أقرب للأبواغ في قدرتها على النمو التكاثر)، وهو لا ينمو جيداً في درجة حرارة أعلى من 24 مئوية، فيما يحثّ الدفء نمو النبتة الصحي وخصوصاً بين درجتي 16 إلى 18 مئوية، ويُمكن للنبتة أن تنمو في درجات منخفضة تصلُ إلى 7 مئوية. وأما لو زُرِعَ الخس في مناخ حارّ ولكنه ظُلِّلَ في ساعات الظهيرة فإنَّ سيقانه الجديدة تنمو ببطء، وتنبتُ بذوره بطريقة غير مرغوبة أو ربّما لا تنبتُ أصلاً إن زُرِعَت في حرارة أعلى من 27 مئوية. ويعيشُ الخس فترةً مثاليةً بعد حصاده إن حُفِظَ في درجة الصفر المئوي ورطوبة نسبتها 96%، فيما أنه يتحلَّلُ بسرعةٍ حين تخزينه مع الفاكهة، مثل التفاح والإجاص والموز (لأن هذه الثمار تبعثُ غاز الإيثيلين الذي يُشجِّعُ النُّضْجَ الزائد). يحتوي الخس نسبةً ضخمةً من الماء هي 94.9%، ولهذا فإنَّ حِفْظَهُ ليس سهلاً، إذ لا يصلحُ تجميدهُ ولا تعليبهُ ولا تجفيفهُ وإنَّما يلزمُ تناوله طازجاً. على أن للخسّ المعتاد -رغم مائه الكثير- بصمة مائية قليلة (أي أن زراعته لا تستهلكُ ماءً كثيراً)، إذ تحتاج زراعة كلّ كيلوغرام من الخس إلى 237 لتراً من الماء، وتساعد طرق زراعةٍ مُقنَّنة بتقليل هذه الكمية إلى النصف تقريباً.
تُهجِّنُ بذور الخسّ المختلفة في نوعها بعضها بضعاً حين تزرعُ متجاورة، ولذا لا بُدَّ من الفصل بينها بمسافة لا تقلّ عن 1.5 إلى 1.6 متر كي لا يفسدها التهجين. ويتهجَّنُ الخس -كذلك- مع نباتات أخرى (وهي مختلفةٌ رغم تشابهها في الأسماء) منها الخس المنشاري، وتنتجُ عن تهجينهما شتلةٌ لها أوراق خشنةٌ ومرّة المذاق، كما يتهجَّنُ مع خس الكرفس (وهو نوعٌ يزرعُ في آسيا للانتفاع من جذوره). وتتعمَّد بعض مشاريع التهجين خلطَ الخس مع فصائل أخرى من النبات (رغم تشابهها معه في الأسماء) مثل الخس الصفصافي والخس النفَّاذ، ممَّا يزيدُ تنوّع تجميعة الجينات للخسّ ومناعته للأمراض. وتُصَانُ معظم مزايا بذور الخس حين تخزينها في جو بارد، وتطولُ صلاحيتها لأقصى فترةٍ حين تُخزَّنُ في درجة -20 مئوية (إلا إن كان تخزينها بالتبريد العميق)، ولكن عُمْر بذوره يبقى قصيراً نسبياً في المخازن. لا تُعَمِّرُ بذور الخس في حرارة الغرفة إلا لشهور، لكن لو خُزِّنَت بالتبريد العميق فورَ حصادها فقد يرتفعُ عمر نصفها إلى 500 عام في بخار النيتروجين و 3,400 عام في النيتروجين السائل، إلا أنها لا تكتسبُ هذه الميزة إن بُرِّدَت تبريداً عميقاً بعد حصادها بمُدَّة.

### الأنواع
للخس عدة أنواعٍ مستنبتة أشهرها الخس الروماني (ذي الأوراق الطويلة) والمُكوَّر (ويقالُ له «خس الرأس») ومنزوع الأوراق، ومستنبتاته المشهورة سبعة لكلّ منها ألوان عدّة:
- الروماني: يكثرُ استعماله في السلطة والسندويشات لأن أوراقه عريضة وطويلة مستقيمة الشكل،[40] وهو يستخدم في معظم الأصناف العربية، وتشتهر به سلطة سيزر.[44]
- المُكوَّر أو آيسبرغ: ويأخذُ شكل كرةٍ مثل ثمرة الملفوف تقريباً، وهو الخس الأشهر في الولايات المتحدة الأمريكية. وتصعبُ زراعته لحساسيته لظروف الطقس، ومحتواه الغذائي قليلٌ ومذاقه ليس قوياً.[40] ويقالُ له ببعض البلدان الأجنبية «خس الملفوف».[45]
- منزوع الأوراق: وأوراقه قليلة التماسك وأقل عرضاً من الخس الروماني، وهو أكثر أنواع الخس إنتاجاً في العالم ويكثرُ استخدامه في السلطة.[40]
- رأس الزبدة: وهو دائري الشكل[46] وأوراقه مبسوطةٌ من إحدى الجهتين مثل زهرة تتفتَّح، ويرغبُ لمذاقه الحلو وقوامه الطريّ.[40]
- باتافيان: ويتوسَّطُ شكله بين الخس المُكوَّر (أي آيسبرغ) ومنزوع الأوراق، وعادةً ما يكون كبير الحجم وقوي المذاق.[47]
- الجذعي أو خس الكرفس: ويزرعُ طلباً لسويقات بذوره (أي سويقات بويضاتها) وليس لأوراقه، ويكثرُ استعماله في المطبخ الصيني وخصوصاً في الحساء والكريمة.[40]
- زيتي البذر: ويزرعُ لاستخراج الزيت من بذوره، فلهُ أوراقٌ قليلة ولكن بذوره أكبر بمرة ونصف من باقي أنواع الخس.[48]

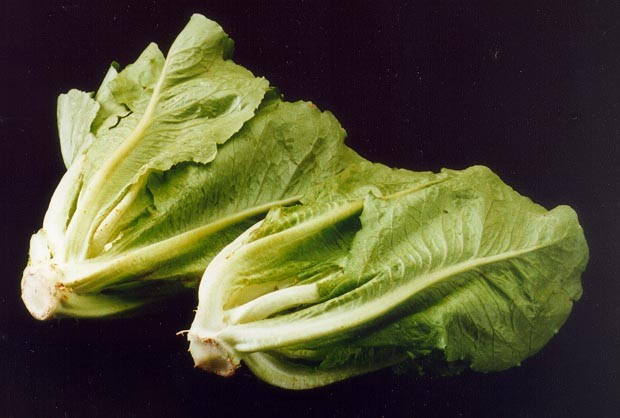
الخس الروماني
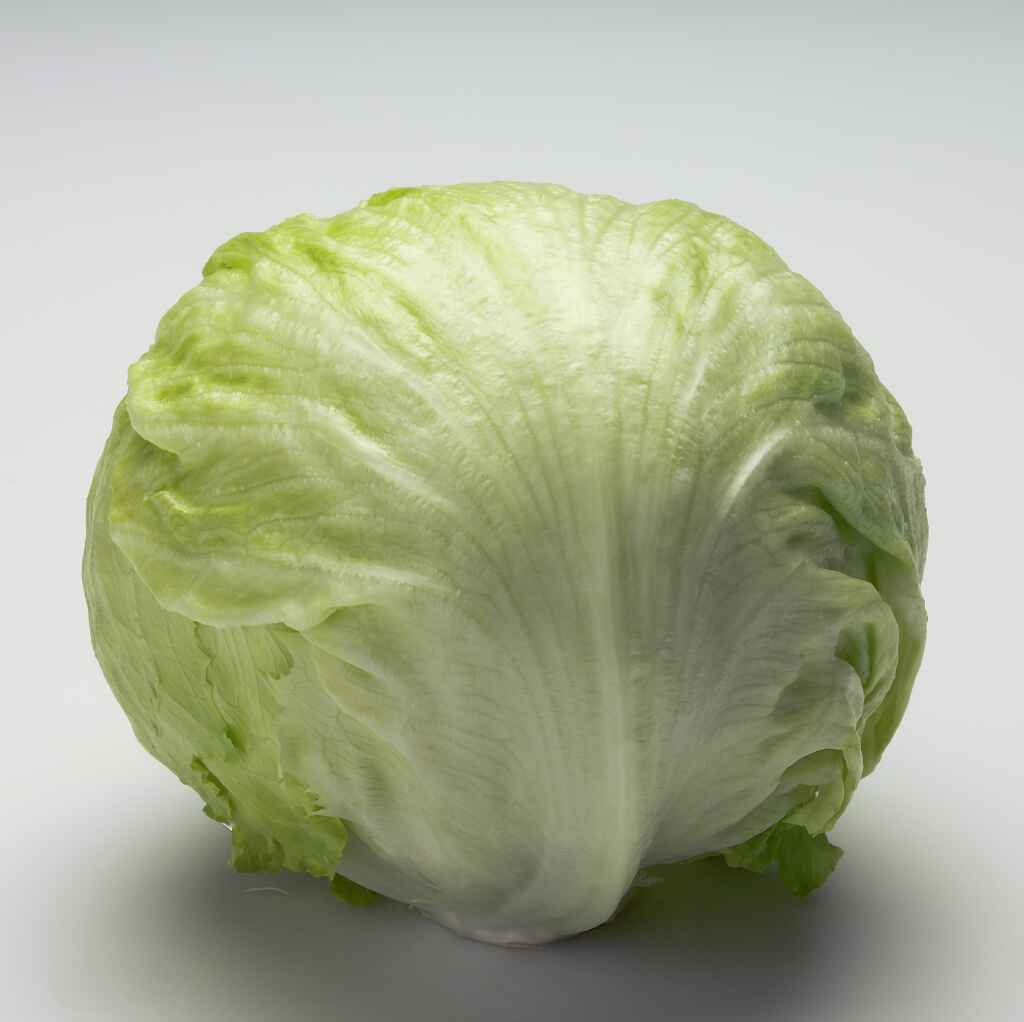
الخس المكوَّر أو آيسبرغ
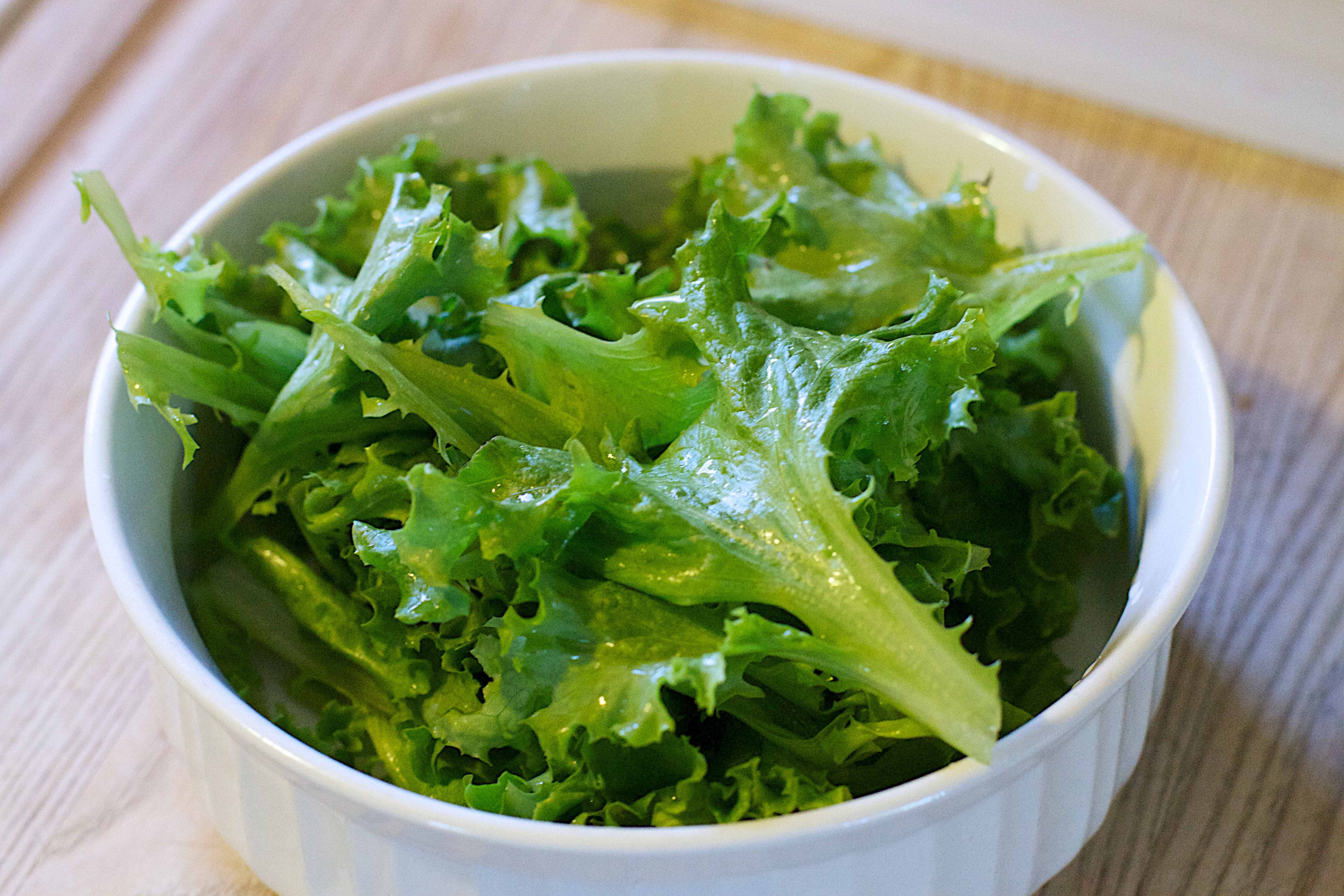
الخس منزوع الأوراق
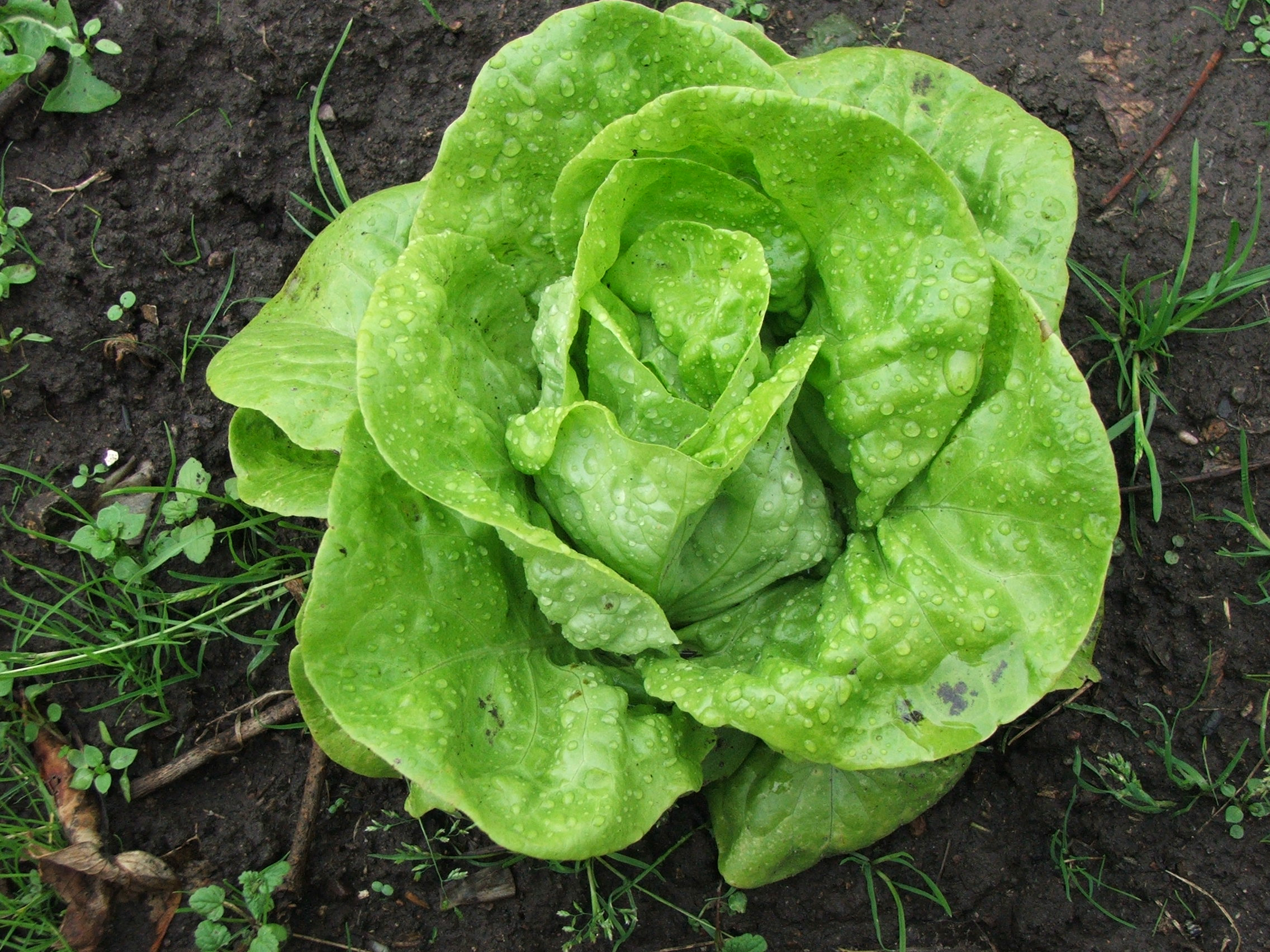
خس رأس الزبدة
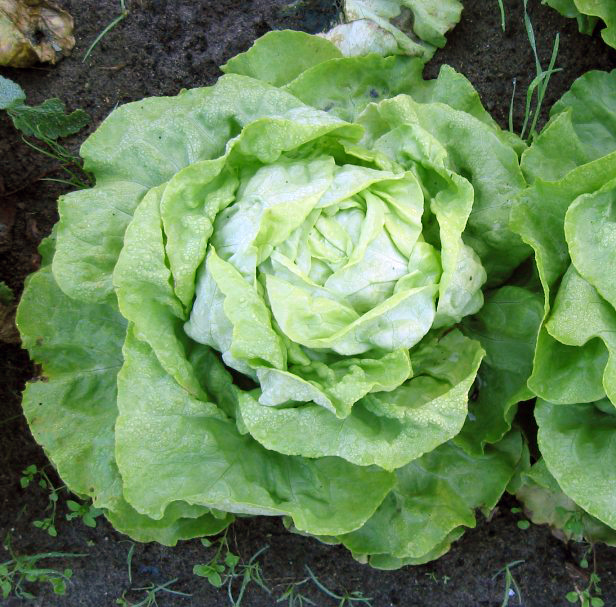
خس باتافيا
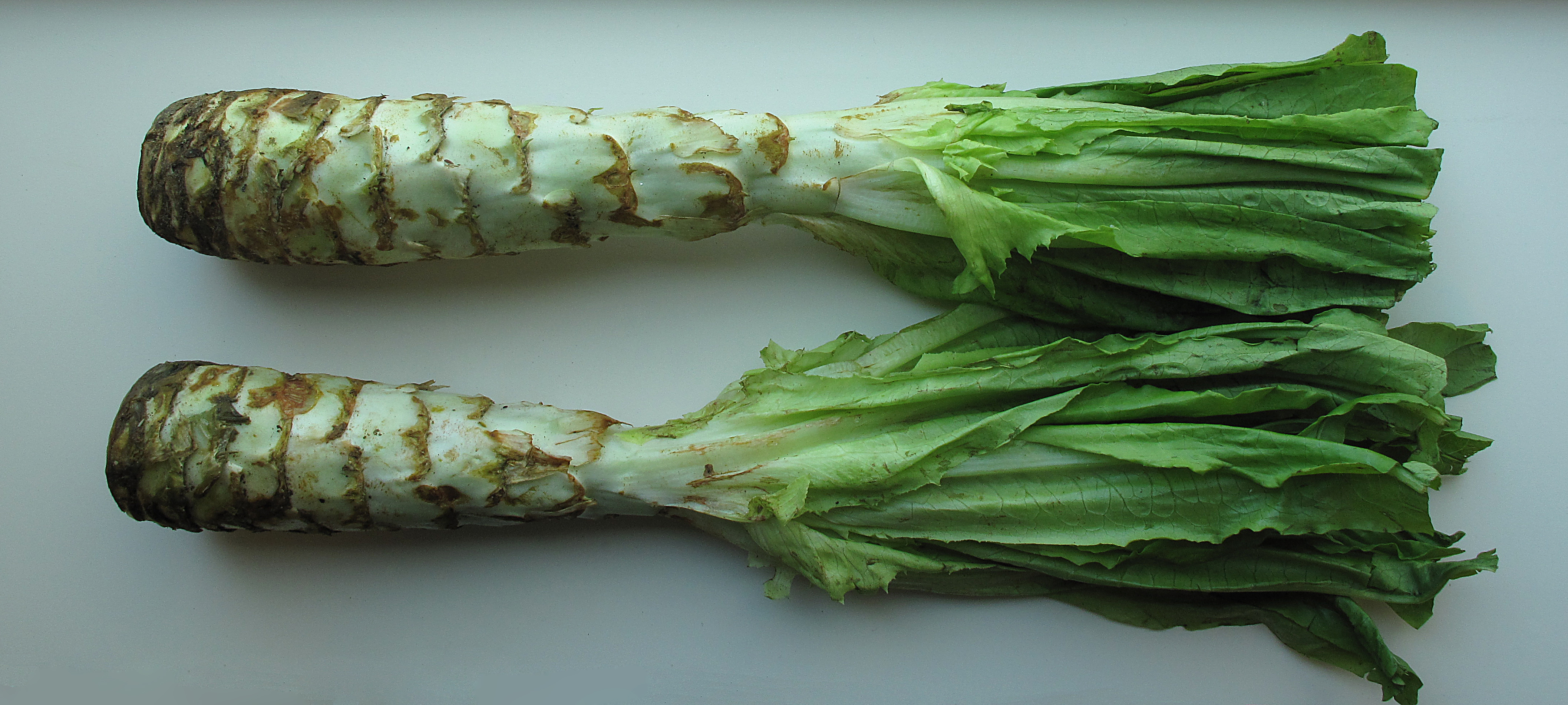
خس الكرفس أو الجذعي

### مشكلات الزراعة

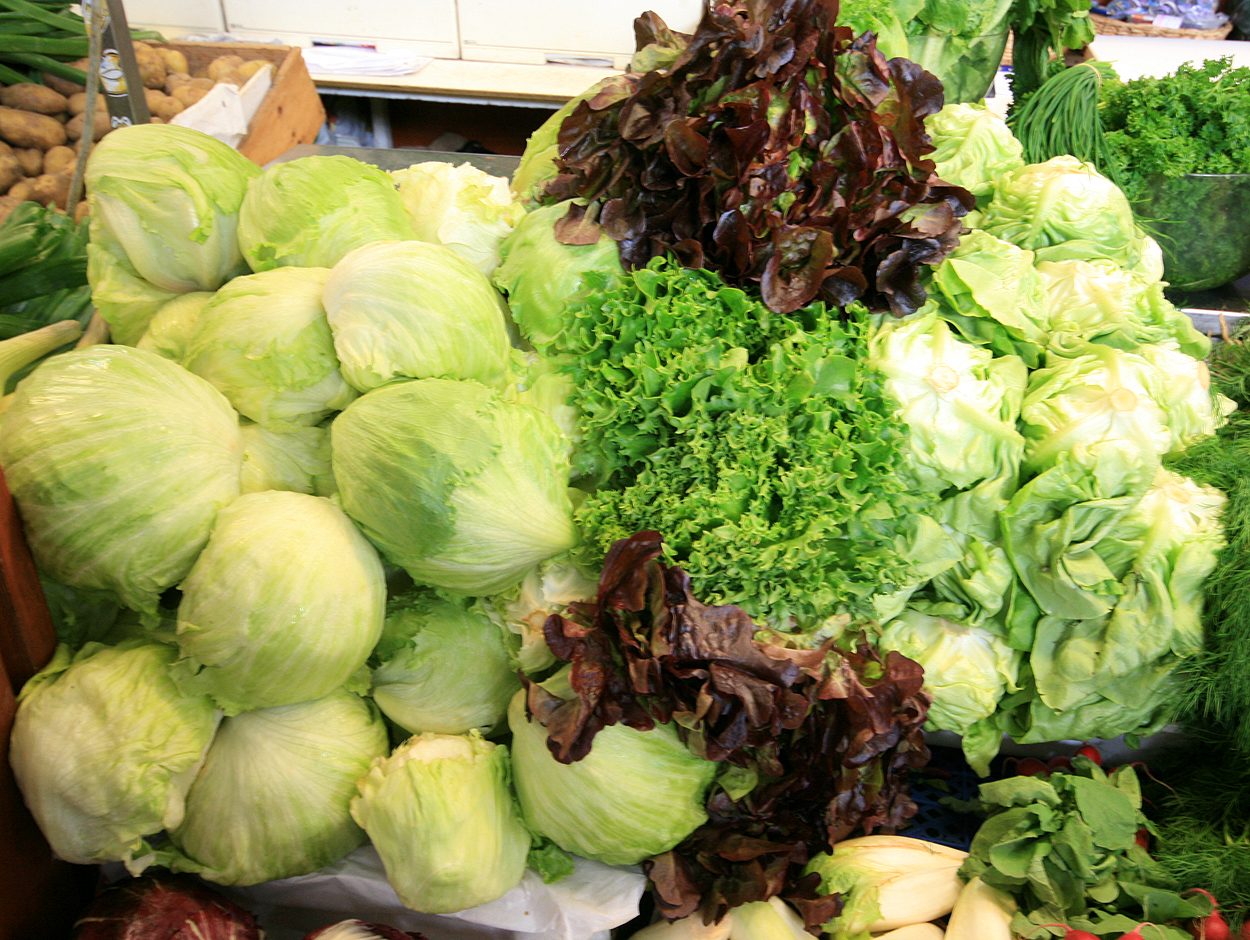
أنواع عدّة من الخس.

يؤدي نقص المغذّيات في التربة إلى مشكلات كثيرة للخسّ، وتتنوَّع من نموّه غير السليم إلى عدم نموّه الأوراق أصلاً. وتلتمّ الكثير من أنواع الحشرات على الخسّ، منها يرقات العثة (وهي تتناولُ البراعم قرب التربة)، والديدان السلكية والديدان الأسطوانية (وهي تعرقلُ نموّ الخس وتصبغهُ باللون الأصفر)، والمن (ويجعلُ أوراق الخس صفراء مُمزَّقة)، وقافزات الأوراق (وتعرقل النمو وتجعل الأوراق باهتةً عديمة اللون)، وهدبيات الأجنحة (وتصبغُ الأوراق باللون الفضي أو الرمادي الباهت)، ومُعدِّنات الأوراق (وتحفرُ خنادق في أوراق الخسّ)، وخنفساء البرغوث (وتحفر ثقوباً صغيرة في الأوراق)، واليسروع والبزاقات والحلازين (وتحفرُ ثقوباً كبيرة في الأوراق). ومن أمثلة الآفات الشائعة للخس عث الشبح، كما تتناولُ أوراقه الثدييات مثل الأرانب وخنازير الأرض. وفي نبات الخس عدّة مُركَّبات دفاعية، ومنها فينولات طبيعية كثيرة مثل السيسكويتربين لاكتون والفلافونولات، فتساعد في حمايتها من الآفات، ولبعض أنواع الخسّ محتوى عالٍ من هذه المُركَّبات، بل وحاولت بعض دراسات الانتقاء الوراثي إنتاج سلالاتٍ مُعدَّلة من الخس بالاستفادة من هذه الميزة لتكون منيعةً ضدَّ الآفات وترفع الربح التجاري.
ويعاني الخسّ كذلك من فيروسات نباتية عدّة، فيروس «الوريد الكبير» الذي يجعلُ الأوراق صفراء مُشوَّهة، وفيروس تبرقش الذي تنشرهُ حشرات المنّ ويعرقلُ نمو النبتة ويُشوِّه أوراقها، ومن الجراثيم التي تصيبهُ «صفريَّات النجم» التي تنقلها قافزات الأوراق وتُشوِّه أوراق الخسّ. وأما الأمراض الفطرية التي تصيبهُ فمن بينها البياض دقيقي والبياض الزغبي، وهي تُعفِّنُ أوراق الخس وتقتلها، ومن هذه الأمراض كذلك العفن السفلي وتساقط الخس والعفن الرمادي التي تؤدِّي إلى التعفّن والتآكل. ومن المُرجَّح أن تكثر الآفات والأمراض بين شتلات الخسّ المزروعة جوار بعضها. وتؤثّر الأعشاب الضارة كذلك على زراعة هذا النبات، إذ يفشل الخسّ في منافسة هذه الأعشاب خصوصاً حين زراعتها من البدء في تربة الأرض، وأما إن زُرِعَت البذور في أحواضٍ ونُقِلَت منها إلى الأرض فتصمدُ في البداية أمام الأعشاب الضارة، على أنها قد تتأثَّرُ بمرور الوقت وتأخر موسمها الزراعي، كما قد تؤوي هذه الأعشاب الأمراض والآفات الخطيرة على الخسّ. وتستخدم المبيدات في مقاومة هذه الأعشاب الضارة، لكن استعمالها أدى إلى تطوّر مقاومة المبيدات وإلى مشكلات صحية وبيئية.

## الإنتاج
| البلد            | الإنتاج بالطن | المصدر    |
| ---------------- | ------------- | --------- |
| الصين            | 15,200,000    | تقدير فاو |
| الولايات المتحدة | 3,800,000     | رقم رسمي  |
| الهند            | 1,100,000     | تقدير فاو |
| إسبانيا          | 1,000,000     | رقم رسمي  |
| إيطاليا          | 700,000       | رقم رسمي  |
| العالم           | 27,000,000    | الإجمالي  |

نبات الخس هو النوع الوحيد في جنس الخس الذي يُزرَع لأغراضٍ تجاريّة. حسب منظمة الأمم المتحدة للأغذية والزراعة (فاو) فقد بلغ حجم الإنتاج العالمي من الخس في سنة 2010 بلغ 23,622,366 طنٍّ متري. وقد كانت الصين الأولى في الإنتاج، إذ شغلت وحدها 53% من هذه النسبة، ثم الولايات المتحدة بـ17%، فالهند بـ4%. ومع أن الصين هي المنتج العالمي الأول للخس، إلا أنّ غالبية محاصيلها تستَخدم في إطعام الماشية. وأما على صعيد التصدير فإنّ إسبانيا تحتلّ المرتبة الأولى، تليها الولايات المتحدة في الثانية.
كان غرب أوروبا وأمريكا الشمالية السوقين الأساسيَّين المستهلكين للخس بالأصل، لكن بحلول نهاية العقد الأول من القرن العشرين أصبحت آسيا وأفريقيا وأستراليا وأمريكا الجنوبية الأسواق الأساسيّة له. وقد اختلف تفضيل أنواع الخسّ من منطقة إلى أخرى، فكان رأس الزبدة هو النوع المفضّل في شمال أوروبا وبريطانيا العظمى، والروماني هو المفضل في حوض البحر الأبيض المتوسط، وأما الساقيّ ففي مصر والصين. إلا أن هذه التفضيلات بدأت بالتغيّر مع نهاية القرن العشرين، إذ أصبح النوع متموّج الرأس - وخصوصاً جبل الجليد (آيسبيرغ) - الأكثر شيوعاً في شمال أوروبا وبريطانيا العظمى، ونوعاً بارزاً في عموم غرب أوروبا. أما في الولايات المتحدة فلم يكن هناك أيّ نوعٍ شعبيٍّ حتى مطلع القرن العشرين، عندما بدأ النوع متموّج الرأس بكسب شعبية كبيرة، خصوصاً بعد الأربعينيات إذ أصبح النوع السائد في البلاد مع نموّ استهلاك نوع جبل الجليد، إلى حدّ أن 95% من الخس المزروع في الولايات المتحدة كان من الخس متموّج الرأس. إلا أنّ التنوّع ازداد مع نهاية القرن، حتى تراجعَ إلى نحو 30%. وأما الخس الساقي فقد ظهر للمرة الأولى في الصين، ولا زالت هي المنتج الأساسيّ له.
أصبحت طرق إنتاج الخس - من زراعته حتى بيعه - اليوم أكبر حجماً ومستوى بكثيرٍ ممًّا كانت عليه خلال القرن العشرين. فأغلب الإنتاج الزراعيّ الآن يكون عبر استخدام كميَّات ضخمة من المواد الكيميائية، تشمل السمادات ومبيدات الآفات، إلا أنّ الزراعة العضوية أصبحت تشغل حيّزاً متنامياً من سوق الاستهلاك أيضاً، وهو اتجاه بدأ حديثاً مع منتجين صغارٍ ثم تحوَّل إلى أسلوبٍ صناعيٍّ واسع الانتشار. بدأت منتجات السلطة المعلّبة مع مطلع القرن الواحد والعشرين بشغل حيّزٍ بارزٍ من سوق الخس، خصوصاً في الولايات المتحدة الأمريكية. وتُصنَّع هذه المنتجات من خسٍّ معالج، كان في الماضي يُتلَف لأنه لا يوافي معايير سوق الاستهلاك الطازج، ويُعبَّأ الخس المستخدم في هذه السّلطات بأسلوب يجعله يعيش لأمدٍ أطول من الخس الطازج الاعتيادي. أتى 70% من إنتاج الخس الإجمالي بالولايات المتحدة في سنة 2007 من ولاية كاليفورنيا، حيث يُعَدّ ثالث أكثر المزروعات المنتجة استهلاكاً بعد الطماطم والبرتقال.

## المحتوى الغذائي
يختلفُ محتوى الخسّ من بعض الفيتامينات بحسب نوعه وشكله، وهو يعتبرُ بصورة عامَّة مصدراً ممتازاً لفيتامين ك (97% من الحصَّة اليومية المنصوحِ بها) وفيتامين أ (21% من الحصة اليومية)، كما يحتوي تركيزاتٍ مرتفعةً من مركب البيتاكاروتين، وخصوصاً في الخسّ الأخضر الغامق مُدوَّر الشكل. وباستثناء الخس الكرويّ، يعتبرُ الخس مصدراً جيداً (بنسبة 10-19% من الحصة اليومية) لحمض الفوليك والحديد.

### الخس كطعام

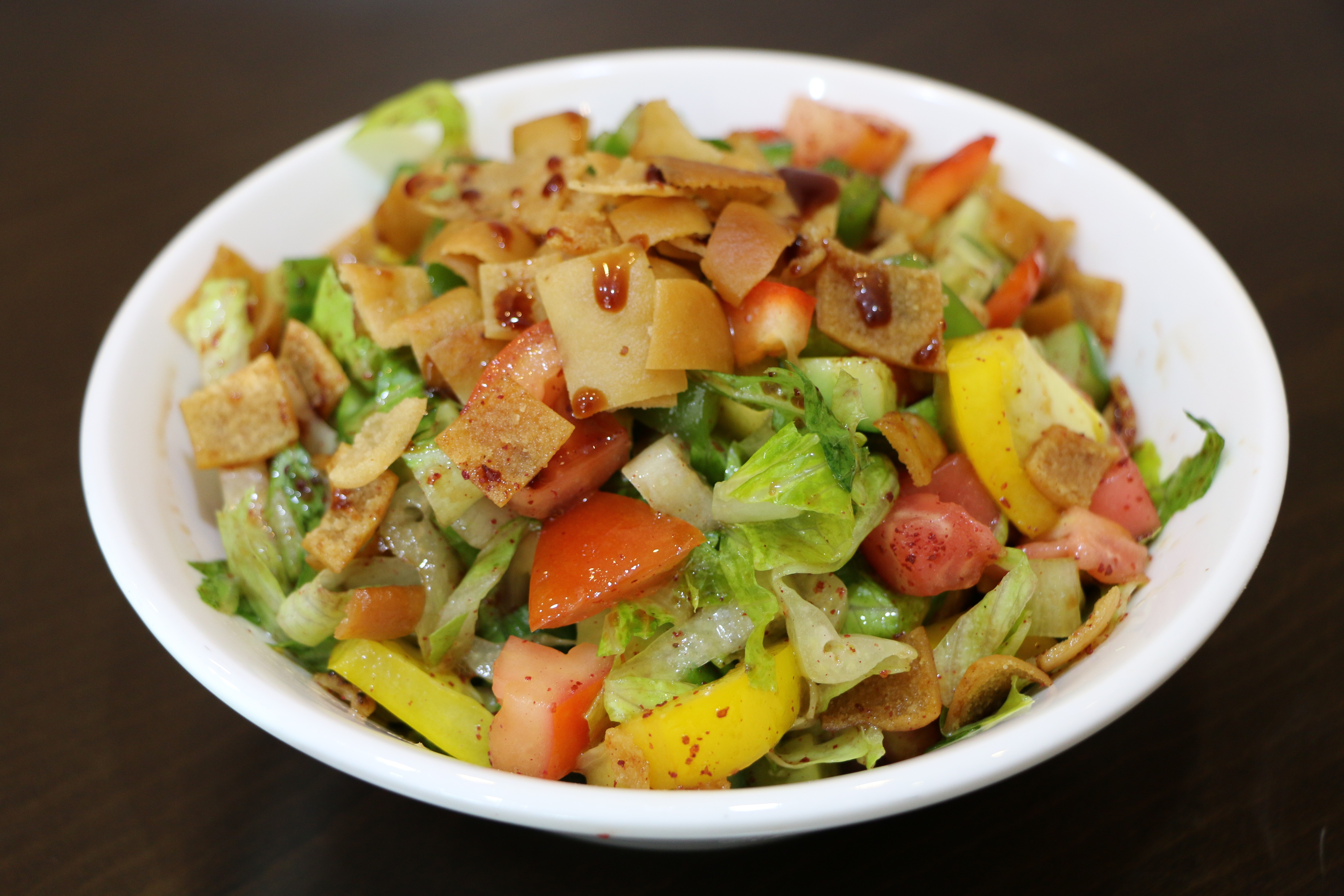
فتوش (وهو سلطة من بلاد الشام) ومن مكوّناته الخس.

كثيراً ما كان الرومان يَطبخون أوراق الخس ويقدِّمونها على الموائد مع مرق الزيت والخلّ، كما ورَدَ في نصوص تعود إلى سنة 50 م، لكنهم في المقابل كانوا يأكلون أوراقه حافاً في أحيانٍ أخرى عندما تكون صغيرة الحجم. وقد ظهر - بالإضافة إلى ذلك - تقليد خلال عهد الإمبراطور الرومانيّ دوميتيان (81 - 96 م) يقضي بتقديم سلطة الخس كمقبّلات قبل الطعام الرئيسي. لكن في باقي أوروبا وفي الحقبة الزمنية ذاتها كان التقليد المُتَّبع هو سَلْق للخس، وعلى الأغلب يكون ذلك مع أنواع الخس الروماني الكبيرة، كما كانوا يقومون أحياناً بصبّ مزيج من الزيت والخل السَّاخنين على أوراق الخس. غالباً ما يُزرَع الخس الآن للاستفادة من أوراقه، مع أن هناك نوعاً واحداً منه يُزرَع من أجل سيقانه وآخر من أجل بذوره، التي يُستَخرج منها الزيت. وأغلب الخس المستخدم كطعام يُوضَع في السلطات، إما وحده أو مع خضارٍ أو نباتاتٍ أو أجبان، وكثيراً ما يُضَاف الخس الروماني إلى سلطة سيزر، مع إضافة الأنشوفة والبيض إليه. يمكن أن تُستَعمل أوراق الخس أيضاً في الأحسية والسندويتشات، وأما جذوره فتأكل إمَّا حافاً أو مطهوَّة. تطورت استعمالات مختلفة للخس في الصين عمَّا هي الحال في دول الغرب، ويعود ذلك إلى الأخطار الصحية، ولعدم التقبل الثقافي عند الصينيين لأكل الأوراق حافاً. تصنع السلطات بالصين من خضار مطبوخة، ويمكن أن تقدَّم باردة أو ساخنة على حدِّ سواء، كما يمكن أن يُضَاف الخس فيها إلى عدد أكبر من الأطباق عمَّا هي الحال في الغرب، ومن بين هذه الأطباق التوفو واللحوم والأحسية والمقليَّات، ويمكن أيضاً أن ترافقه خضارٌ أخرى مع بعض هذه الأطعمة.

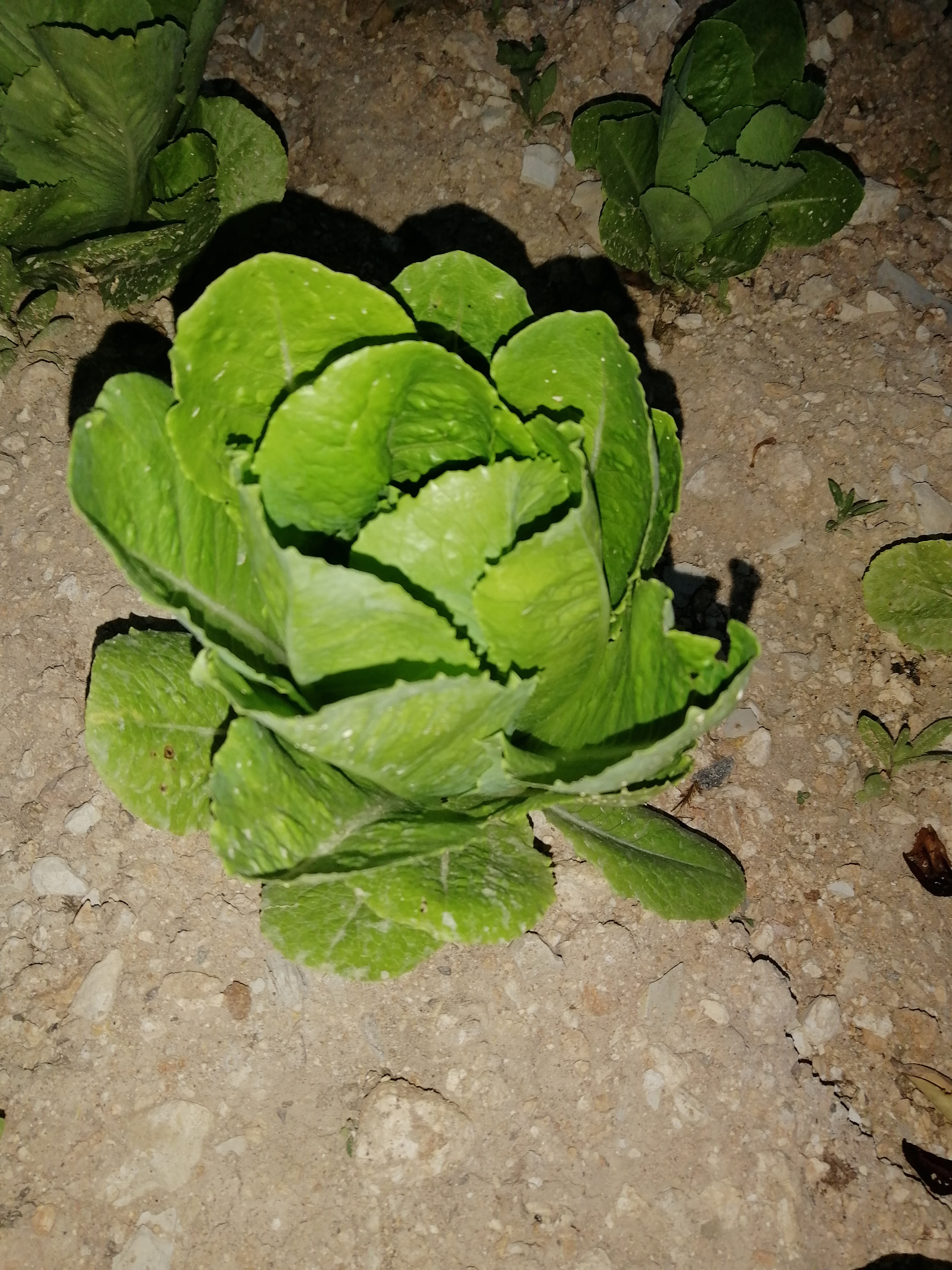
خس مزروع

## الصحة
يُعَد الخس مصدراً جيداً للبوتاسيوم وفيتامين ألف مع اختلاف مقدارهما حسب النوع، ويكون تركيز الثاني أكبر في الخس ذي اللون الأخضر الغامق. كما يحتوي الخس على كمية جيّدة من الألياف، مركزة في العامود وأضلاعه المتشعّبة (وسط ورقة الخس)، بالإضافة إلى الكربوهيدرات والبروتين وقدرٍ صغيرٍ من الدهن. وباستثناء نوع خس جبل الجليد (آيسبرغ)، فإن الخس فيه أيضاً فيتامين ج والكالسيوم والحديد والنحاس، وعددٍ آخر من الفيتامينات والمعادن. والخس يمتصُّ ويركز الليثيوم بشكل طبيعيّ.

### التسمم الغذائي
أغلب ممارض التسمم الغذائي يمكن أن تُحفَظ في الخس المُخزَّن، لكن مع ذلك فإنها تقلّ كلَّما زادت فترة التخزين. هناك استثناء واحدٌ من هذا هو جرثومة "Listeria monocytogenes" التي تسبِّب داء الليستريات، إذ أنها تزداد عدداً خلال فترة التخزين بدلاً من أن تنقص. عموماً غالباً ما يحوي الخس الجاهز للأكل أعداداً كبيرة من الجراثيم، غير أن الدراسات لم تجد ارتباطاً بين هذه الجراثيم والإصابة بمرض التسمم الغذائي. ويعتقد بعض الباحثين أن هذا الأمر قد يكون نتيجة لعمر الخس القصير على الرفوف، أو التنافس بين الجراثيم النباتية وجراثيم الليستيريات، أو خواصٍّ أخرى للخس لا تسمح للجراثيم بتسبيب داء الليستيرا.
من أنواع الجراثيم الأخرى الموجودة في الخس الإيروموناس (باللاتينية: Aeromonas)، التي لم يتمكن العلماء من الرّبط بينها وبين أي مرض، بالإضافة إلى العطيفة التي تُسبّب مرض العطيفية، كما يوجد في الخس نوعان من جرثومة اليرسينيا، التي لا تكثر في أي نباتٍ غيره. رُبِطَ الخسّ بالكثير من الأمراض التي تنقلها جرثومتا شيغيلا وإ. كولي أو157: إتش7، وغالباً ما تصل إلى الخس عبر احتكاكه ببراز الحيوانات. وجدت دراسة أجريت في سنة 2007 أن تقنية تبريد الحجرة - خصوصاً في ولاية كاليفورنيا الأمريكية - زادت من معدلات تكاثر ونجاة جرثومة إ. كولي أو157: إتش7. كما تسبّب جرثومة سلمونيلا أمراضاً أخرى تبيَّن أنها مرتبطة بالخس. عثر أيضاً على بعض أنواع الفيروسات في الخس، ومنها التهاب الكبد الوبائي أ والفيروسات الكأسية وشبيهات النورووك، كما ربط الخس بأمراضٍ طيفليّة، منها الجياردية المعوية.

### الاستخدام الطبي
لم يكن الخس يستخدم بالقدم للأكل فقط، إنّما كانت له - ولا زال يوجد بعضها أيضاً - استخدامات عديدة كنبات طبيّ أو مُقدَّسٍ دينيّ. فقد كان المصريون القدماء على سبيل المثال يعتقدون أن الخس يعزز الحب وقدرة الإنجاب عند النساء، وعلى النقيض من ذلك كانت النساء البريطانيات في مطلع القرن التاسع عشر يعتقدن أنه يسبب العقم، فيما كان الإغريق يقدمونه بالجنازات (ربما بسبب دوره في أسطورة موت أدونيس). للخس خصائص مخدرة وملطفة، حتى أن الأنغلوسكسونيين القدماء كانوا يسمونه «عشبة النوم». وهذا التأثير ناتجٌ عن مادة سائلة من عصارة الشجر موجودة في ساق الخس، وتُسمَّى أفيون الخس.
يستخدم الخس أحياناً في صناعة مراهم الجلد التي تخشّن الجلد وتجنّبه الاحتراق جرَّاء أشعة الشمس. كان يُعتَقد سابقاً أيضاً أن الخس مفيدٌ لأمراض الكبد، وزعم بعض المستوطنين الأمريكيين أن أكله يمكن أن يجنب الإصابة بمرض الجدري، فيما كان الإيرانيون ينصحون ببذوره لمعالجة الحمى التيفية. كما زعم الطب الشعبيّ القديم أن الخس يعالج الألم والرثية والتوتر والعصبية والسعال ونقص العقل، غير أنه ما من دليلٍ علميٍّ يؤيد أياً من هذه المزاعم، ولو أن بعض الآثار المشابهة قد لوحظت في فئران وعلاجيم التجارب.